# Championnat de Malte de football 1966-1967
Navigation
Saison précédente Saison suivante
La saison 1966-1967 de First Division Maltaise est la cinquante-deuxième édition de la première division maltaise.
Lors de cette saison, le Sliema Wanderers FC a tenté de conserver son titre de champion face aux cinq meilleurs clubs maltais lors d'une série de matchs se déroulant sur toute l'année.
Les six clubs participants au championnat ont été confrontés à deux reprises aux cinq autres.
C'est le Paola Hibernians FC qui a été sacré champion de Malte pour la deuxième fois.
Une seule place était qualificative pour les compétitions européennes, la deuxième place étant celles du vainqueur du Trophée Rothman 1966-1967.

## Qualifications en coupe d'Europe
À l'issue de la saison, le champion a participé au 1er tour de la Coupe des clubs champions 1967-1968.
Le vainqueur du Trophée Rothman a pris la place pour la Coupe des coupes 1967-1968.

## Les six clubs participants
| Club                | Stade             | Capacité | Ville      |
| ------------------- | ----------------- | -------- | ---------- |
| Floriana FC         | -                 | -        | Floriana   |
| Hamrun Spartans     | Victor Tedesco    | 6 000    | Hamrun     |
| Paola Hibernians FC | Hibernians Ground | 8 000    | Paola      |
| Sliema Wanderers FC | Guze Fava Ground  | 4 000    | Sliema     |
| St. George's FC     | -                 | -        | Bormla     |
| La Vallette FC      | -                 | -        | La Valette |

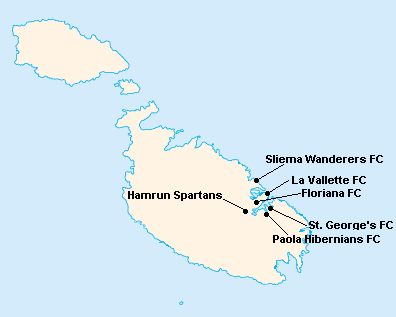
Localisation des clubs engagés dans le championnat.

L'île de Malte étant relativement petite, les clubs évoluent tous au stade National Ta'Qali (17 400 places). Certains cependant ont leur propre enceinte qu'ils peuvent éventuellement utiliser.

## Compétition

### Classement
| Rang | Équipe                  | Pts | J  | G | N | P | Bp | Bc | Diff |
| ---- | ----------------------- | --- | -- | - | - | - | -- | -- | ---- |
| 1    | Paola Hibernians FC     | 17  | 10 | 6 | 4 | 0 | 15 | 2  | +13  |
| 2    | Sliema Wanderers FC (T) | 16  | 10 | 7 | 2 | 1 | 25 | 7  | +18  |
| 3    | Floriana FC (C)         | 10  | 10 | 4 | 2 | 4 | 13 | 12 | +1   |
| 4    | La Vallette FC          | 9   | 10 | 4 | 3 | 3 | 14 | 11 | +3   |
| 5    | Hamrun Spartans         | 4   | 10 | 1 | 2 | 7 | 12 | 28 | -16  |
| 6    | St. George's FC (P)     | 3   | 10 | 0 | 3 | 7 | 9  | 28 | -19  |

| Légende : Qualifications et relégations | Légende : Qualifications et relégations                                                     |
| --------------------------------------- | ------------------------------------------------------------------------------------------- |
|                                         | Coupe des clubs champions 1967-1968 (1er tour)                                              |
|                                         | Coupe des coupes 1967-1968 (1er tour)                                                       |
|                                         | (T) : Tenant du titre 1965-1966 (P) : Promu en 1965-1966 (C) : Vainqueur du Trophée Rothman |

## Bilan de la saison
| Tableau d'Honneur       |                     |
| Compétition             | Vainqueur           |
| First Division Maltaise | Paola Hibernians FC |
| Trophée Rothman         | Floriana FC         |

| Qualifications européennes 1967-1968 |                     |
| Coupe des clubs champions            | Qualifiés           |
| 1er tour                             | Paola Hibernians FC |
| Coupe des coupes                     | Qualifiés           |
| 1er tour                             | Floriana FC         |

| Promotions et relégations            |                             |
| Relégués en Second Division Maltaise | Aucun                       |
| Promus de Second Division Maltaise   | Msida Saint-Joseph Qormi FC |